# Lovrenc Košir
Lovrenc Košir, även Laurenz Koschier, född 29 juli 1804 i Spodnja Luša (nära dagens Škofja Loka, Slovenien), död 7 augusti 1879 i Wien var en slovensk reformator av postsystemet (i dåtidens Österrike). Han anses vara en av upphovsmännen till dagens frimärke.

## Biografi
Som femtonåring kom Košir till Ljubljana där han gick i gymnasium. Han var tänkt att bli präst. Košir ville dock fortsätta studierna vid den marina akademin i Trieste men hans ansökan bifölls inte. I stället antogs han som aspirant vid arméns försörjningskontor i Ljubljana. Under åren 1833 och 1834 bytte han arbete till posten i Ljubljana och tjänstgjorde sedan vid finansavdelningen i Wien varifrån han förflyttades till Milano, Venedig och Zagreb. Han behärskade italienska, tyska, franska, kroatiska och latin.

## Karriär
Koširs förslag 1835 till myndigheterna i Wien att införa förbetalda klistrade märken (aufklebbare Brieftaxstempel) mottogs med skepsis. I stället introducerades frimärket för första gången i världen fem år senare i Storbritannien. Tillsammans med engelsmännen James Chalmers och Rowland Hill anses Lovrenc Košir vara en av upphovsmännen till dagens frimärke. Det är oklart vem av dem som först kläckte idén. Košir träffade ett år efter att han lagt fram sitt förslag en engelsk resenär vid namn Gallaway som sedermera var i kontakt med Rowland Hill. Det  finns även andra belägg som gör gällande att James Chalmers ett år innan Košir kommit på idén med förbetalda försänder.
Under sin tjänstgöring i de illyriska och lombardiska regionerna genomförde Košir även andra reformer för att förbättra kostnadshanteringen av försändelser. 1851 utnämndes han till bokföringsrådgivare i Zagreb och sex år senare till biträdande statlig revisor. I slutet av sin karriär anklagades han för oegentligheter och pensionerades 1872. Efter pensioneringen återvände han till Wien och sammanställde ett kroatiskt-ungerskt lexikon. Han dog övergiven i ett ålderdomshem 1879 i Wien.